# Stazione di Egna-Termeno
Stazione di Egna-Termeno vasútállomás Olaszországban, Trentino-Alto Adige régióban, Egna településen.

## Vasútvonalak
Az állomást az alábbi vasútvonalak érintik:
- Brenner-vasútvonal

## Kapcsolódó állomások
A vasútállomáshoz az alábbi állomások vannak a legközelebb: 
- Stazione di Ora
- Stazione di Magrè-Cortaccia